# Laguna de Olomega

## Descripción
La Laguna de Olomega es el mayor cuerpo de agua dulce de la zona oriental de El Salvador. Su extensión es de 24,2 km². Está ubicada a 15 km al sudeste de San Miguel. Es alimentada y drenada por el río Grande de San Miguel y su estado actual es de eutrofización.  
Olomega, palabra vernácula que viene del topónimo Lenca y que significa «Laguna de Anguilas», ya que viene de las raíces: "Olom", "Ulum" que significa "Anguila" y de "Mega" que significa "Depósito de Aguas" o "Laguna"  
Nota: Carlos Ujti

## Ubicación
Este cuerpo de agua y los humedales que la rodean se sitúan en una llanura que limita al sur con los acantilados de la Cordillera de Jucuarán y al noroeste con el río Grande de San Miguel. 
Su jurisdicción es compartida por los municipios de San Miguel y Chirilagua, en el departamento de San Miguel y El Carmen, en el departamento de La Unión.

## Características
El núcleo de este humedal está compuesto por un espejo de agua de superficie variable con una profundidad media de 2.9 metros, en interior aparecen las islas de Olomega y Olomeguita, junto con algunos pequeños islotes ubicados en el sector suroriental de la laguna. 
En la época lluviosa, aumenta notoriamente el nivel de la laguna y se inundan los pantanos aledaños gracias a los aportes de las quebradas estacionales ubicadas en el sur y de los afluentes permanentes del norte junto con el desbordamiento del río Grande de San Miguel, que pasa de receptor a suministrador de agua hacia la laguna. También, se puede encontrar el lugar más lindo de la Laguna el [Caserío Puerto Viejo] ubicado en el Cantón Tierra Blanca.
Cuenta con una superficie estimada de 7669 hectáreas (ha), donde 3513.4 ha son del espejo de agua, 1230.8 ha de pantanos herbáceos, 194.7 ha de bosque estacionalmente inundado, 1433.5 ha de cultivos de granos básicos y áreas de pastoreo de ganado y, 2184.3 ha corresponden a vegetación secundaria y remanentes del bosque seco tropical.

## Clasificación
Fue declarada Humedal de Importancia Internacional el 2 de febrero de 2010 por el Convenio de Ramsar, siendo el tercer humedal Ramsar en el país, y el número 1899 en la lista de la Convención.

## Biodiversidad
Provee un hábitat importante para una diversidad de especies de flora y fauna, siendo un sitio ideal para las aves acuáticas migratorias y residentes. Sin embargo, se han registrado algunas con categoría de amenazadas o en peligro de extinción a nivel nacional e internacional.
En el humedal se encuentran sitios de relevancia para la conservación de la fauna, estos se conocen como: La Chiricana, La Estrechura, Punta de Patos, Punta El Carretal, El Desagüe y Rincón del Payasón.
En las riberas de la laguna se pueden encontrar diversos tipos de aves, se conoce la presencia de ocho especies de patos: pichiche real, pichiche ala blanca, zarceta o palomilla ala azul, pato cucharón, porrón, pato calvo, pato real y pato lentejo. Otras especies de relevancia importancia son pelicano blanco, cormorán o pato chancho, garzón blanco, gallineta pico blanco, mantenilla y gaviota.
Así como las siguientes especies de peces: Cichlasoma trimaculatum, Parachromis managuensis, Poecilia sphenops, Cichlasoma nigrofasciatum, Astyanax fasciatus, Oreochromis mossambicus, Oreochromis niloticus, Amphilophus macracanthus, Ariopsis guatemalensis, Atherinella guija, Anableps dowei, Poeciliopsis gracilis, Rhamdia quelen, Roeboides bouchellei.
En el interior de la laguna se crea grandes bancos flotantes de la planta invasora Jacinto de Agua, lo cual contribuye a la eutrofización de la laguna y dificultan el transporte acuático en la misma.

## Importancia
La Laguna de Olomega es de vital importancia para las comunidades aledañas, pues su economía se basa principalmente de la pesca, así también forma parte importante en su alimentación. 